# Laudomia Bonanni
Pour les articles homonymes, voir Bonanni.
 (septembre 2023).
Le contenu est difficilement compréhensible vu les erreurs de traduction, qui sont peut-être dues à l'utilisation d'un logiciel de traduction automatique.
Laudomia  Bonanni (née à L'Aquila le 8 décembre 1907 et morte à Rome le 21 février 2002) est une écrivaine italienne.

## Biographie
Laudomia Bonanni-Caione était une fille de Giovanni, marchand de charbon et violoniste dans l'orchestre du théâtre communal de L'Aquila et d'Amelia Perilli, maîtresse d'école primaire à L'Aquila. Elle a commencé comme maîtresse, dans des écoles en province de l'Aquila et a publié des livres pour les enfants. Plus tard, elle a écrit des romans et des recueils de nouvelles et a publié dans des quotidiens, (surtout des elzévirs pour Il Giornale d'Italia) et dans des revues littéraires. Son activité d’écrivaine a été enrichie par une longue expérience de conseillère auprès du Tribunal des mineurs de L'Aquila.
Sa prose traite deux thèmes principaux : de politique sociale et de philosophie existentielle qui appréhende les souffrances de la vie. Laudomia Bonanni est une écrivaine italienne qui adhère pleinement au néo-réalisme.

### Romans et recueils de nouvelles
En 1948, pour une sélection de contes intitulée Il fosso, cette écrivaine reçut le prix pour une œuvre inédite d'auteur inédit, décerné par les Amis du Dimanche, c'est-à-dire par les lettrés appartenant au « salotto » culturel de Maria Bellonci.
Ce livre a été publié l'année suivante par Mondadori et a remporté en 1950 le Prix Bagutta opera prima, qui n'avait jamais été décerné à une femme écrivaine. Il fosso fut recensé, entre autres critiques littéraires, par Eugenio Montale, par Emilio Cecchi, par Giuseppe De Robertis (it), par Goffredo Bellonci et par Enrico Falqui (it). Le critique littéraire Ferdinando Giannessi, pour l'un des récits, Il mostro, écrivit: « Le phénomène de l'adolescent qui se réveille à la virilité est vu de façon nouvelle et suggestive, comme rarement il se produit : pas directement, avec une de ces introspections qui sont maintenant le brevet du meilleur Moravia, mais à travers les réactions d'une femme mûre et digne, qui en subit par inadvertance les réflexes. ».
En 1954, Laudomia Bonanni a publié le recueil de nouvelles intitulé Palma e Sorelle; en 1960, avec l'éditeur Valentino Bompiani, elle publia le roman à fond policier L'imputata, entièrement adapté à L'Aquila. Avec le roman suivant, L'adultera, Laudomia Bonanni s'est détachée du milieu des Abruzzes et a raconté l'histoire d'une jeune femme qui à Milan est représentante de tissus pour la mode. Après un long et drammatique voyage en train, à destination de Naples, Linda rencontre son amant et meurt dans une chambre d'hôtel, étouffée par une fuite de gaz.
Elle a ensuite publié, avec l'éditeur Valentino Bompiani, Città del tabacco, Vietato ai minori, Il bambino di pietra et Le droghe. Laudomia Bonanni a été pour trois fois finaliste au Prix Strega (1960, 1974, 1979). En 1985, puisque Bompiani avait refusé son dernier roman La rappresaglia, elle cessa d'écrire et se retira dans la solitude.
Après sa mort, on a créé à L'Aquila le Prix Laudomia Bonanni dédié à la poésie e l'Association internationale de culture Laudomia Bonanni. L'édition posthume du roman La rappresaglia (2003), la publication du premier volume de l'Epistolario (2006) une bibliographie des œuvres de Laudomia Bonanni (2007) et la réédition des livres Il fosso (2004) et L'imputata (2007) ont ravivé l'intérêt pour cette écrivaine italienne.

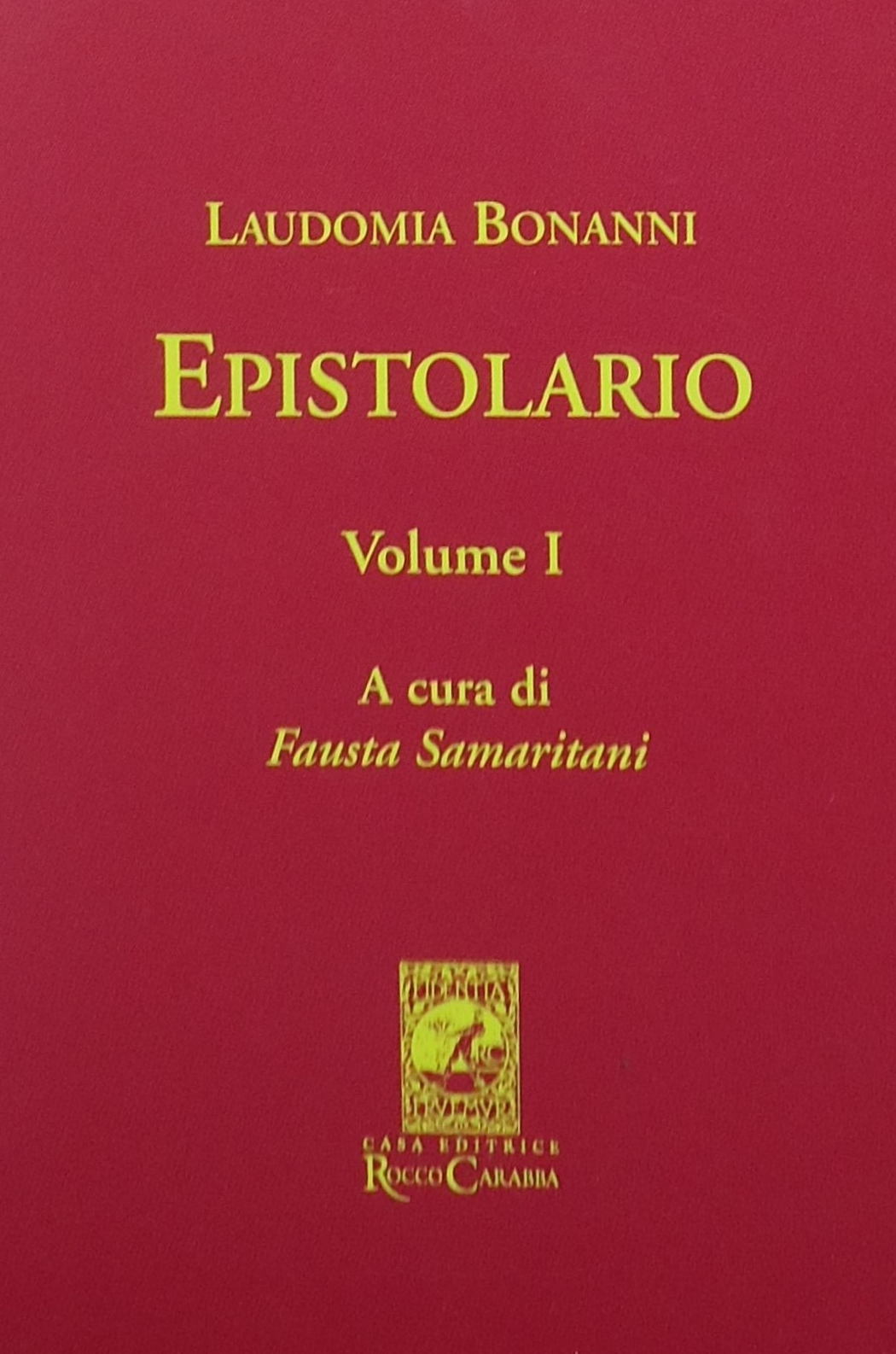
Laudomia Bonanni, Epistolario

## Œuvres
- Storie tragiche della montagna, Novelle d'Abruzzo, L'Aquila, Vecchioni, 1927.
- Il canto dell'acqua, Palerme, Ires, 1928.
- Il pesco vestito di rosa, Palerme, Ires, 1928.
- Noterelle di cronaca scolastica, L'Aquila, Vecchioni, 1932.
- Damina Celina ed altri racconti, Florence, Bemporad, 1935.
- Men, avventura al Nuovo Fiore, Milan, Bompiani, 1939.
- Le due penne del pappagallino Verzè, Turin, Paravia, 1948.
- Il fosso, Milan, Mondadori, 1949, Prix Bagutta opera prima.
- Palma e Sorelle, Rome, Casini, 1954, Prix Soroptimist.
- L'imputata, Milan, Bompiani, 1960, Prix Viareggio[8].
- L'adultera, Milan, Bompiani, 1964, Prix Campiello (Sélection)[9].
- Il fosso, réédition avec Palma e Sorelle, Milan, Bompiani, 1968.
- Vietato ai minori, Milan, Bompiani, 1974; Prix national Rhegium Julii pour la narrative[10].
- Città del tabacco, Milan, Bompiani, 1977.
- Il bambino di pietra : una nevrosi femminile, Milan, Bompiani, 1979.
- Le droghe, Milan, Bompiani, 1982.
- La rappresaglia, L'Aquila, Textus, 2003 (curatelle de  Carlo De Matteis).
- Il fosso, réédition, L'Aquila, Textus, 2004, (curatelle de  Carlo De Matteis).
- Noterelle di cronaca scolastica, réédition, Turin, Aragno, 2006 (curatelle de Maria Luisa Jori).
- L'imputata, réédition, L'Aquila, Textus, 2007 (curatelle de Liliana Biondi).
- Elzeviri, Pescara, Tracce, 2007 (curatelle de Anna Maria Giancarli).
- L'adultera, réédition, Rome, Elliot, 2016.
- Vietato ai minori, réédition, L'Aquila, Fond. Cassa risparmio della prov. dell'Aquila, 2017 (curatelle de Carlo De Matteis).

### Traductions en espagnol
- Proceso a una mujer (L'imputata), Barcelone, Vergara, 1965 (curatelle de A. Lupo Canaleta).

### Traductions en français
- L'adultère (L'adultera), Paris, Albin Michel, 1965 (trad. d'Elsa Bonan)[11].
- L'inculpée (L'Imputata), Paris, Albin Michel, 1968, (trad. d'Elsa Bonan)[12].

### Traductions en anglais
- The Reprisal (La rappresaglia), Chicago, University of Chicago Press, 2013, (curatelle et trad. de Susan Stewart et de Sara Teardo).

## Cinéma et télévision
- Io che ero una donna di domani, documentaire, Rai Educational, auteur Loredana Rotondo, mise en scène de Lucia Luconi, 2007.
- Come se il fiore nascesse dalla pietra. Omaggio a Laudomia Bonanni, documentaire, Académie des Beaux Arts de L'Aquila, auteur Patrizia Tocci, mise en scène de Carlo Nannicola, 2007.

#### Livres
- (it) Sandra Petrignani, Le signore della scrittura, Milan, La Tartaruga, 1984.
- (it) Antonio Iliano, Invito al romanzo d'autrice '800-'900. Da Luisa Saredo a Laudomia Bonanni, Florence, Cadmo, 2001.
- (it) Pietro Zullino (curatelle de), La vita e l'opera di Laudomia Bonanni: con una raccolta delle recensioni: Il fosso, Palma e sorelle, L'imputata, L'adultera, Vietato ai minori, Città del tabacco, Il bambino di pietra, Le droghe e la presentazione di tre romanzi inediti, Rome, s.e., 2002.
- (it) Fausta Samaritani (curatelle de), Laudomia Bonanni - Epistolario, vol. I, Lanciano (CH), Carabba, 2006 (ISBN 88-88340-99-8).
- (it) Maria Cristina Biggio (curatelle de), Luci da Il Fosso. Ventiquattro segni terrestri per Laudomia Bonanni, Milan, La Vita Felice, 2008.
- (it) Gianfranco Giustizieri, "Io che ero una donna di domani". In viaggio tra gli scritti di Laudomia Bonanni, L'Aquila, Consiglio regionale dell'Abruzzo, 2008.
- (it) Gianfranco Giustizieri, Laudomia scrittrice senza tempo. Secondo viaggio tra gli scritti di Laudomia Bonanni, Lanciano (CH), Carabba, 2010 (ISBN 978-88-6344-131-4).
- (it) Simone Gambacorta et Anna Ventura, Scrittura e scrittori. Conversazioni sulla poesia, su Laudomia Bonanni e su Gennaro Manna, Giulianova (CH), Duende, 2011.
- (it) Fausta Samaritani (curatelle de), Affettuosamente sua Laudomia Bonanni. Risorsa elettronica, Rome, Repubblicaletteraria.it, 2011.
- (it) Gianfranco Giustizieri, Laudomia Bonanni tra memoria e futuro. Itinerari di lettura nelle pagine della critica letteraria. Con una testimonianza di Luciano Paesani e il copione dell'adattamento teatrale del racconto "Città del tabacco", Lanciano (CH), Carabba, 2014 (ISBN 978-88-6344-279-3).
- (it) Gianfranco Giustizieri, Antologia sommersa. Catalogazione di 1232 scritti di Laudomia Bonanni su giornali e riviste: emozioni, appunti, note, sottolineature, scoperte, interviste, elzeviri e racconti, Lanciano (CH), Carabba, 2018.
- (it) Liliana Biondi, Laudomia Bonanni : il potere vitale della donna, L'Aquila, One group, 2018 (ISBN 978-88-89568-74-3)

#### Articles
- (it) Eugenio Montale, « Aggredisce i mostri la ragazza dell'Aquila », Corriere d'informazione, Milan,‎ 1949, 6-7 décembre, p. 3.
- (it) Ferdinando Giannessi, « Libri autori critici. La Medusa degli italiani », ...e chi non sa su' danno, Pise, Industrie grafiche V. Lischi & figli, vol. 18, nos 10-11,‎ octobre-novembre 1949, p. 18-19.
- (it) Goffredo Bellonci, « Il fosso di Laudomia Bonanni », Il Giornale d'Italia, Rome,‎ 1949, 1 novembre, p. 3.
- (it) Enrico Falqui, « Saltare il fosso », Il Tempo, Rome,‎ 1950, 19 février, p. 3.
- (it) Emilio Cecchi, « Narratore e narratrice », L'Europeo, Rome,‎ 1950, 23 avril.
- (it) Eugenio Montale, « Bonanni », Il Nuovo Corriere della Sera, Rome,‎ 1954, 7 novembre, p. 3.
- (it) Giuseppe Ravegnani, « L'amaro realismo di Laudomia Bonanni », Il Giornale d'Italia, Rome,‎ 1960 - 15-16 juin, p. 3.
- (it) Giuseppe De Robertis, « I progressi della Bonanni », La Nazione, Florence,‎ 1960, 1er septembre, p. 3.
- (it) Ottaviano Giannangeli, « La Bonanni e il dialetto », Dimensioni. Rivista abruzzese di cultura e d'arte, Pescara, vol. 15, nos 5-6,‎ 1971, p. 45-49Republié dans: Ottaviano Giannangeli, Scrittura e radici. Saggi: 1969-2000, Lanciano, Carabba, 2002, p. 153-165.
- (it) Vittoriano Esposito, « Realismo critico di Laudomia Bonanni », Nuove note di letteratura abruzzese, Rome, Edizioni dell'Urbe,‎ 1991.
- (it) Fausta Samaritani, « Per una bibliografia di Laudomia Bonanni », Esperienze letterarie, Pise-Rome, Istituti Editoriali e Poligrafici Internazionali, no 32,‎ 2007, p. 97-111.
- (it) Patrizia Tocci, « Memoria e filtro letterario », Oggi e Domani, Pescare, Ediars, no 399,‎ 2008, p. 7-12.
- (it) Fausta Samaritani, « Laudomia Bonanni (la Penna dell'Aquila) fuori dal coro », La donna italiana da Salò alla Prima Repubblica. Curatelle de Romain H. Rainero, Milan, Cuesp,‎ 2010, p. 155-189.